# تپه بهرام جو
تپه بهرام جو مربوط به دوران‌های تاریخی پس از اسلام است و در شهرستان خرم‌آباد، بخش مرکزی، روستای بهرام جو واقع شده و این اثر در تاریخ ۱۰ مهر ۱۳۸۰ با شمارهٔ ثبت ۴۰۶۰ به‌عنوان یکی از آثار ملی ایران به ثبت رسیده است.